# Соната для фортепиано № 2 (Шимановский)
Соната для фортепиано № 2 ля мажор, соч. 21, M25 ― произведение Кароля Шимановского в двух частях, завершённое композитором в 1911 году и впервые опубликованное в следующем году в Вене издательством Universal Edition. Хотя эта соната является относительно ранним сочинением Шимановского, её можно считать апогеем творчества композитора в стиле позднего романтизма, за которым последовал период создания атональных пьес. Премьера сонаты состоялась 7 мая 1911 года в Варшаве в исполнении Артура Рубинштейна.

## Создание
Шимановский закончил работу над произведением в 1911 году в Тимошовке, когда ему было 29 лет, вскоре после сочинения Второй симфонии. Почти сразу после завершения сонаты композитор сообщил в письме своему другу Здзиславу Яхимецкому:
Я только что закончил вторую сонату для фортепиано <…> Сначала я не придавал ей большого значения, но после детального изучения и после того, как Артур [Рубинштейн] сыграл её, выявились все «скрытые достоинства» моей пьесы, и в результате Артур пришёл в неописуемый восторг от неё, почти считая сонату превосходящей симфонию.

## Анализ
Соната состоит из двух частей:
1. Allegro assai. Molto appassionato (ля минор → ре мажор → ля минор → ля мажор)
2. Tema. Allegretto tranquillo. Grazioso (ля мажор → фа мажор → си-бемоль мажор → ля мажор → ми мажор → ля мажор)

### Первая часть

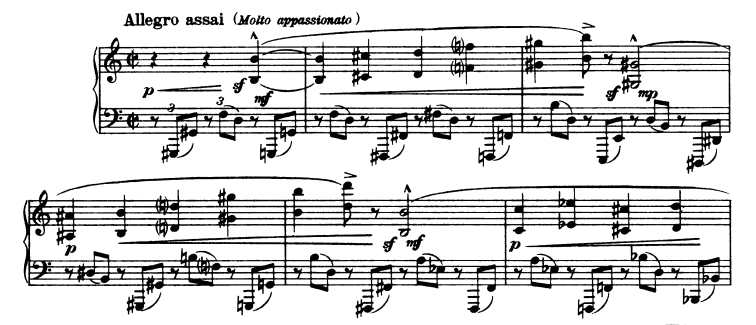
Вступительные такты сонаты

Несмотря на кажущуюся неопределённость структуры, первая часть имеет классическую форму сонатного аллегро. Хотя данная часть написана в ля мажоре, первые аккорды, которые можно однозначно назвать ля-мажорными, появляются только в её последних тактах. Музыка первой части охватывает множество переменчивых эмоций: начинаясь с нежной мелодии, она стремится к яростным пассажам (furioso) и к героическому утверждению; всё это подрывается постоянным беспокойным движением по звукам хроматической гаммы, которое придает музыке ощущение острой тревоги и взволнованности.
Первая часть начинается из затакта в размере alla breve с представления темы с восходящим движением, звучащей в октавах в правой руке. Эта тема постепенно развивается, множество раз меняя свой размер, до того момента, когда в разделе Quasi andante ей на смену приходит лирическая мелодия, на основе которой строится вторая группа тем (в разделе репризы первая группа тем уже не принимает участие).
Исполнение части занимает примерно 8-10 минут.

### Вторая часть
Вторая часть длится 17-19 минут; она состоит из темы, девяти вариаций и фуги, тема которой основана на вступительном мотиве этой части.

## Критика
В декабре 1911 года, после исполнения сонаты на концерте, посвящённом творчеству Шимановского, Вилли Ренц написал в журнале «Die Musik»:
Если композитор заставит себя стремиться к большей ясности и благоразумной сосредоточенности, если он сможет обуздать своё чрезмерное пристрастие к контрапунктическим трюкам, полифоническим сложностям и оркестровым излишествам, мы будем возлагать на него большие надежды.
Соната приобрела репутацию чрезвычайно трудного произведения, как в плане технического освоения, так и в смысле восприятия её гармоний. После Второй мировой войны она вошла в репертуар таких пианистов, как Святослав Рихтер и Марк-Андре Амлен.